# Callicarpa nudiflora
Tử châu hoa trần hay Tu hú hoa trần (danh pháp hai phần:Callicarpa nudiflora) là một loài thực vật có hoa trong họ Hoa môi. Loài này được Hook. & Arn. mô tả khoa học đầu tiên năm 1837.